# Jumada al-àkhira
Jumada al-àkhira (àrab: جمادى الآخرة, jumādà al-āḫira) o jumada ath-thàniya (àrab: جمادى الثانية, jumādà aṯ-ṯāniya) és el sisè mes del calendari musulmà i té 29 dies.
El mot jumada ve de jumda, que vol dir ‘terra seca’, ‘terra desproveïda de pluja’. Així, el nom d'aquest mes vol dir ‘segon o darrer mes sec’ i és precedit pel de jumada al-ula, que vol dir ‘primer mes sec’. Aquests dos mesos estan precedits pels de rabí al-àwwal i rabí al-àkhir, procedents de l'arrel rabia, ‘primavera’, és a dir, respectivament: ‘primer mes de primavera’ i ‘darrer (o segon) mes de primavera’. Però amb l'aplicació del calendari lunar estricte, que fa que els mesos es desplacin d'uns 12 dies cada any, aquests noms ja no corresponen amb les estacions esmentades.

## Dates assenyalades
- 3 de jumada al-àkhira, mort de Fàtima az-Zahrà, filla del profeta Muhàmmad.
- 10 de jumada al-àkhira, victòria del califa Alí ibn Abi-Tàlib a la batalla del camell.
- 13 de jumada al-àkhira, mort d'Umm-al-Banín, segona esposa d'Alí ibn Abi-Tàlib.
- 20 de jumada al-àkhira, naixement de Fàtima az-Zahrà.
- 22 de jumada al-àkhira, mort del califa Abu-Bakr as-Siddiq.

| Mesos del calendari musulmà |
| --- |
| muhàrram • sàfar • rabí al-àwwal • rabí al-àkhir • jumada al-ula • jumada al-àkhira • ràjab • xaban • ramadà • xawwal • dhu-l-qada • dhu-l-hijja |